# Baixo-alemão
Baixo-alemão (Niederdeutsch, Plattdeutsch ou Plattdüütsch, em alemão e Nederduits em neerlandês), é o conjunto das línguas (hoje em boa parte consideradas dialetos) que pertencem à área dialetal das línguas germânicas ocidentais faladas no norte da Alemanha e no leste dos Países Baixos. O baixo-alemão, em muitos aspectos, é parecido com a língua inglesa e o frísio.
O baixo-alemão é fragmentado em vários grupos linguísticos. A língua é reconhecida e protegida como língua minoritária desde 1994 pela Comunidade Europeia. Desde maio de 2000, seu código oficial segundo a norma ISO 639-2 é nds.
O termo Platt ("plano", "baixo" em português) refere-se às regiões geograficamente baixas do norte da Alemanha e de partes vizinhas do norte da Europa.
O baixo-alemão desenvolveu-se a partir do saxão antigo e do baixo-alemão médio falado pela maioria dos cidadãos da Liga Hanseática.
Esta língua forneceu muitos empréstimos às línguas nórdicas, mas, quando a Liga Hanseática perdeu a sua importância na região, a sua influência diminuiu igualmente.

## O baixo-alemão no Brasil

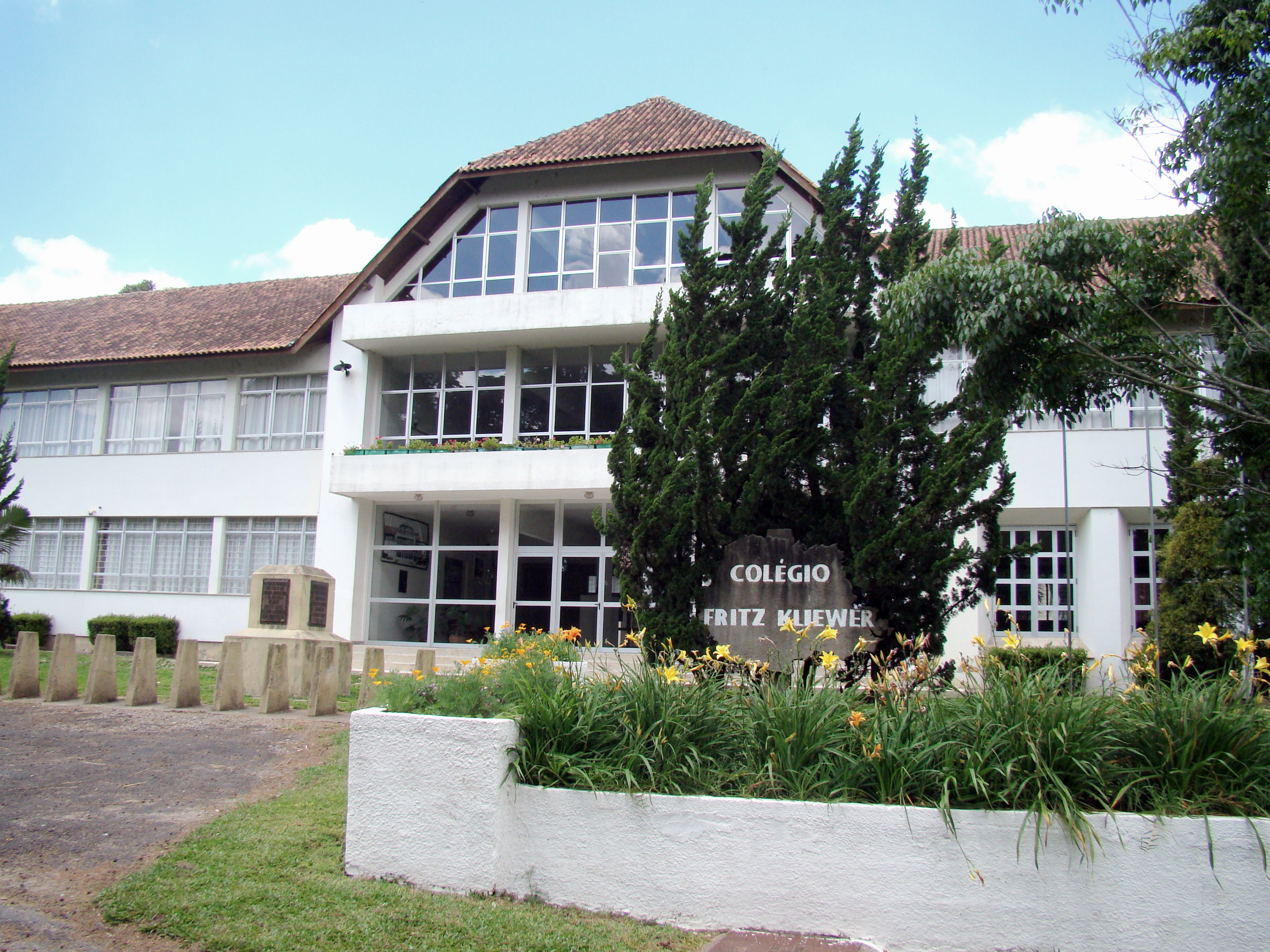
O Colégio Estadual Fritz Kliewer, na Colônia Witmarsum (Paraná), ensina não só em português como também em Plattdeutsch.

O alemão pomerano, que é uma variedade do baixo-alemão oriental, também chamado de Pommersch, Pommerschplatt ou Pommeranisch, é falado em várias regiões do Brasil, especialmente nos estados meridionais, no estado de São Paulo e no estado do Espírito Santo, mas também é falado em algumas cidades do norte de Santa Catarina. As localidades mais conhecidas do Brasil onde prevalecem o bilinguismo pomerano-português são: Domingos Martins, Santa Maria de Jetibá e Vila Pavão, no Espírito Santo; Pomerode, em Santa Catarina e São Lourenço do Sul, São Sebastião do Caí e Harmonia,no Rio Grande do Sul. Localidades onde se falava o baixo-alemão eram Dona Otília, localizada no município de Roque Gonzales, na Região das Missões, no noroeste do Rio Grande do Sul; e a Colônia Witmarsum, a 60 quilômetros de Curitiba, no Paraná, onde ainda é usado em paralelo ao português.
O baixo-alemão oriental também é falado por grupos minoritários estabelecidos em outros países da América do Sul e da América do Norte, especialmente em comunidades religiosas como a Menonita. No Brasil, além da presença nas comunidades menonitas, tradicionalmente, o baixo-alemão tem sido falado por pessoas partidárias da confissão luterana. Além do pomerano, há o Hunsrückisch e o tirolêsː este último, falado em Treze Tílias (ou Dreizenlinden), uma localidade em Santa Catarina estabelecida por famílias austríacas.
Em 16 de março de 2016 o Plattdüütsch foi cooficializado no município de Westfália, no Rio Grande do Sul.

## Dialetos
Entre os dialetos, incluem-se:
- O baixo-saxão, falado nas terras baixas do norte, às margens do rio Elba, nas cidades de Münster, Hanôver, Hamburgo e Magdeburgo.
- O pomerano (Pommersch), falado no Brasil.